# Platycerus caraboides
Espèce
Platycerus caraboides, la chevrette bleue, est une espèce d'insectes coléoptères de la famille des Lucanidae et de la sous-famille des Lucaninae.

## Description
Corps long de 8 à 14 mm, les élytres sont allongés, finement ponctués et striés, le pronotum est nettement plus large que la tête ; le mâle est vert à vert bleuté, à reflets métalliques, ses mandibules de la longueur de la tête ; la femelle est noire, plus trapue, ses mandibules larges et courtes.

## Distribution
Eurasiatique : en Europe, de l'Espagne à la Suède, à la Russie, à l'Ukraine ; en Asie : Moyen-Orient ; Afrique du Nord.

## Biologie
Cette espèce vit dans les vieilles forêts de basse et de moyenne altitude où les adultes se déplacent le jour sur les branches des arbres caducifoliés, d'où ils s'envolent le soir. C'est l'adulte qui hiverne pour réapparaître dès le début du printemps jusqu'en juillet.